# Джанкарло Каде
Джанкарло Каде (італ. Giancarlo Cadé, нар. 27 лютого 1930, Цаніка — пом. 7 жовтня 2013, Цаніка) — італійський футболіст, що грав на позиції півзахисника. По завершенні ігрової кар'єри — футбольний тренер.

## Клубна кар'єра
Народився 27 лютого 1930 року в місті Цаніка. Вихованець футбольної школи клубу «Аталанта». Дорослу футбольну кар'єру розпочав 1948 року в основній команді того ж клубу, в якій виступав до 1956 року з невеликими первами на виступи в клубах Серії В «Катанія» та «Кальярі». Всього за «бергамасків» провів 64 гри в Серії А.
1956 року уклав контракт з клубом Серії С «Реджиною», у складі якої провів наступні два роки своєї кар'єри гравця, після чого 1958 року перейшов до «Мантови», з якою в першому ж сезоні виграв свій дивізіон і вийшов у Серію В, проте через травми змушений був завершити свою професійну кар'єру у 1960 році.

## Виступи за збірну
У складі національної збірної Італії був учасником футбольного турніру на Олімпійських іграх 1952 року у Гельсінкі, де зіграв в одному матчі проти збірної США. Більше за італійську збірну не виступав.

## Кар'єра тренера
Розпочав тренерську кар'єру невдовзі по завершенні кар'єри гравця, 1963 року, очоливши тренерський штаб клубу «Реджяна» і в тому ж сезоні вивів команду до Серії В, після чого ще сезон пропрацював в цьому дивізіоні з «Вероною».
В 1965 році Джанкарло став головним тренером «Мантови», з якою в першому ж сезоні вийшов до Серії А, а в наступному зумів врятувати команду від вильоту, попутно відібравши скудетто у «Інтера» — в останньому турі його команда, яка вже не мала турнірних завдань, обіграла міланський клуб 1:0, чим скористався «Ювентус», вигравши свій матч і здобувши чергове чемпіонство. За підсумками сезону 1967/68 клуб таки вилетів з еліти, після чого Каде повернувся до «Верони». Тут привів команду до десятого місця у вищому дивізіоні, отримавши після цього запрошення від «Торіно», де він залишався протягом ще двох сезонів (сьомого і восьмого місця в Серії А).
Після короткого перебування в «Варезе», 1972 року Джанкарло втретє повертається до «Верони», де він керує командою ще два з половиною роки. 20 травня 1973 року жовто-сині отримали легендарну перемогу 5:3 проти «Мілана», яка відібрала чемпіонський титул у «россонері». «Мілан» випереджав «Ювентус» на одне очко. «Россонері» відправлялися в гості до «Верони», а «Ювентус» до «Роми». На 75-ій хвилині «Мілан» програвав 5:1, але зумів скоротити відставання до більш пристойних 5:3. А «Ювентус» на «Стадіо Комунале» здобув вольову перемогу 2:1. У підсумку чемпіоном знову став «Юве», і знову за допомогою команди Каде. Сам Джанкарло відзначав, що футболістів спеціально не налаштовував, а лише сказав, щоб ті грали у своє задоволення. Хоча йому найбільше запам'яталося, як приготоване з нагоди перемоги «Мілана» вино занесли до них в роздягальню. Проте за підсумками наступного сезону 1973/74 команда через участь у корупційних схемах була відправлена до Серії В, де Каде пропрацював ще півроку, після чого покинув клуб.
З 1975 року Каде тренував «Аталанту», а потім «Пескару», з якою здобуває ще одне підвищення до Серії А.
У наступні роки очолював «Чезену», «Палермо», «Верону» (вчетверте у своїй кар'єрі), «Болонью» (з якою вийшов до Серії В), «Кампобассо», «Реджяну» та «Анкону» (ще одне просування до Серії В).
Останнім місцем тренерської роботи був клуб «Вірешит Бергамо» з Серії С2, головним тренером якого Джанкарло Каде був до 1990 року.
Помер 7 жовтня 2013 року на 84-му році життя у рідному місті Цаніка.
| Дата       | Місто   | Господарі | Результат | Гості  | Турнір  | Голи | Примітки |
| ---------- | ------- | --------- | --------- | ------ | ------- | ---- | -------- |
| 16/07/1952 | Тампере | США       | 0 – 8     | Італія | ОІ 1952 | -    |          |
| Усього     |         | Матчів    | 1         |        | Голів   | 0    |          |